# Dictyocaulidae
Dictyocaulidae zijn een familie van parasitaire rondwormen (Nematoden). Deze rondwormen leven in de luchtpijpvertakkingen van paarden, geiten en andere herkauwers als herten en runderen en worden daarom ook wel longwormen genoemd.

## Taxonomie
De volgende taxa zijn bij de familie ingedeeld:
- Geslacht Bronchonema Mönnig, 1932
  - Bronchonema magnum Mönnig, 1932
- Geslacht Cardiostrongylus Sakamoto & Malgor, 1995
  - Cardiostrongylus sikae Sakamoto & Malgor, 1995
- Geslacht Dictyocaulus Railliet & Henry, 1907
  - = Micrurocaulus Skrjabin, 1934
  - Dictyocaulus africanus Gibbons & Khalil, 1988
  - Dictyocaulus arnfieldi (Cobbold, 1884)
  - Dictyocaulus cameli Boev, 1951
  - Dictyocaulus capreolus Gibbons & Hoglund, 2002
  - Dictyocaulus eckerti Skrjabin, 1931
  - Dictyocaulus filaria (Rudolphi, 1809)
  - Dictyocaulus hadweni Chapin, 1925
  - Dictyocaulus murmanensis Poljanskaja & Tschertkowa, 1964
  - Dictyocaulus nerneri
  - Dictyocaulus noerneri Railliet & Henry, 1907
  - Dictyocaulus pandionis Sobolev & Sudarikov, 1939
  - Dictyocaulus sibiricus Orloff, 1934
  - Dictyocaulus unaequalis Bhalerao, 1932
  - Dictyocaulus viviparus (Bloch, 1782)
    - = Gordius viviparus Bloch, 1782
    - = Strongylus micrurus Mehlis, 1831
- Onderfamilie Mertensinematinae
  - Geslacht Zygocaulus Hasegawa, 2019[2]
    - Zygocaulus nagoensis Hasegawa, 2019

  - Geslacht Mertensinema Sharpilo, 1976
  - Mertensinema iberica Sharpilo, 1976
  - Mertensinema sepilokensis Durette-Desset, 1980
  - Geslacht Borrellostrongylus Gutiérrez, 1945
    - = Parabatrachostrongylus Tantalean & Naupay, 1974